# Bohuslávky
Bohuslávky (původně Bohuslavice, německy Bohuslawek) jsou obec ležící v okrese Přerov. Žije zde 321 obyvatel.

## Historie
První písemná zmínka o obci pochází z roku 1322. Od 1. ledna 1976 do 23. listopadu 1990 byla obec součástí města Lipník nad Bečvou.

## Galerie

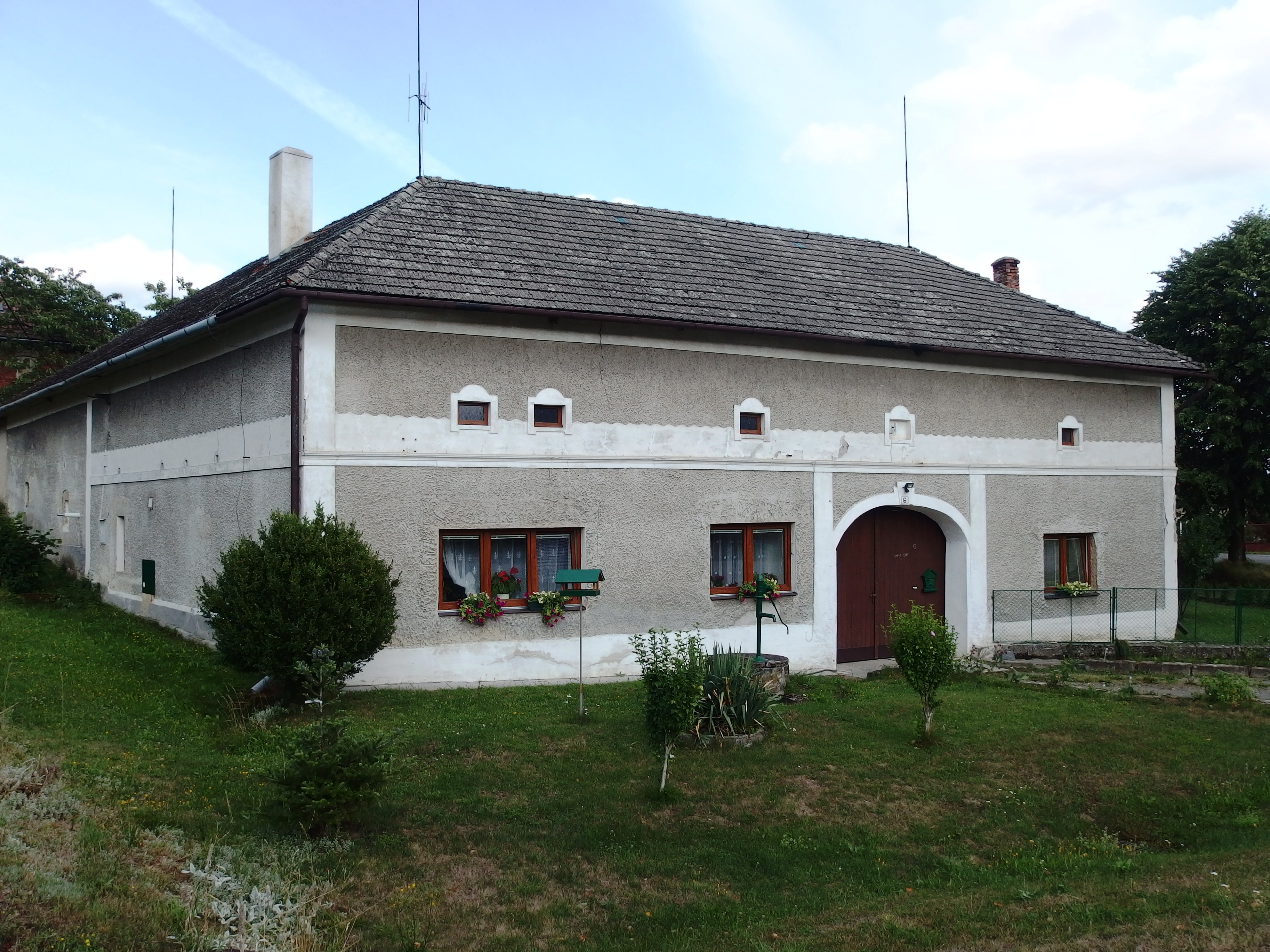
Dům č. p. 6
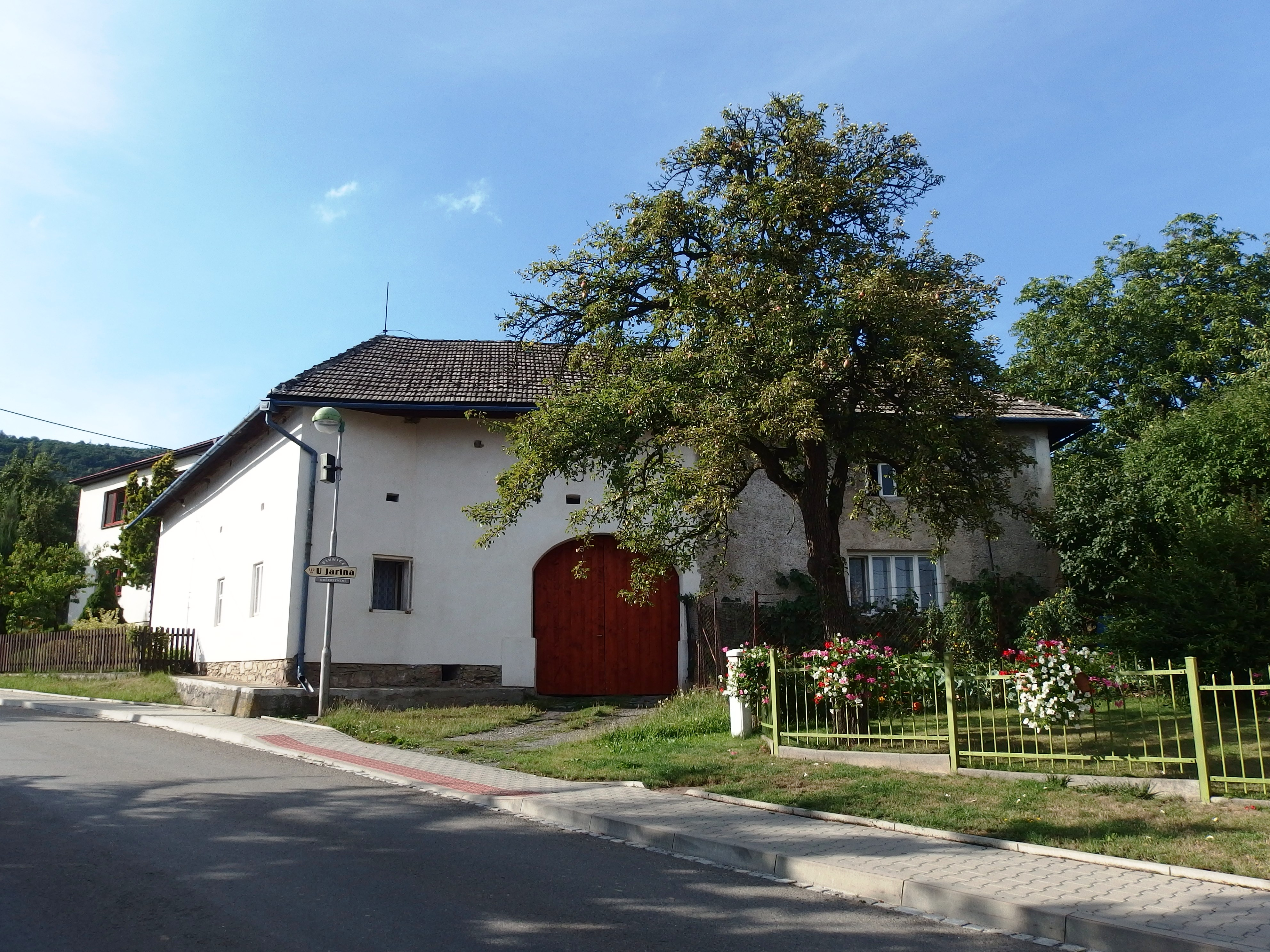
Dům č. p. 24
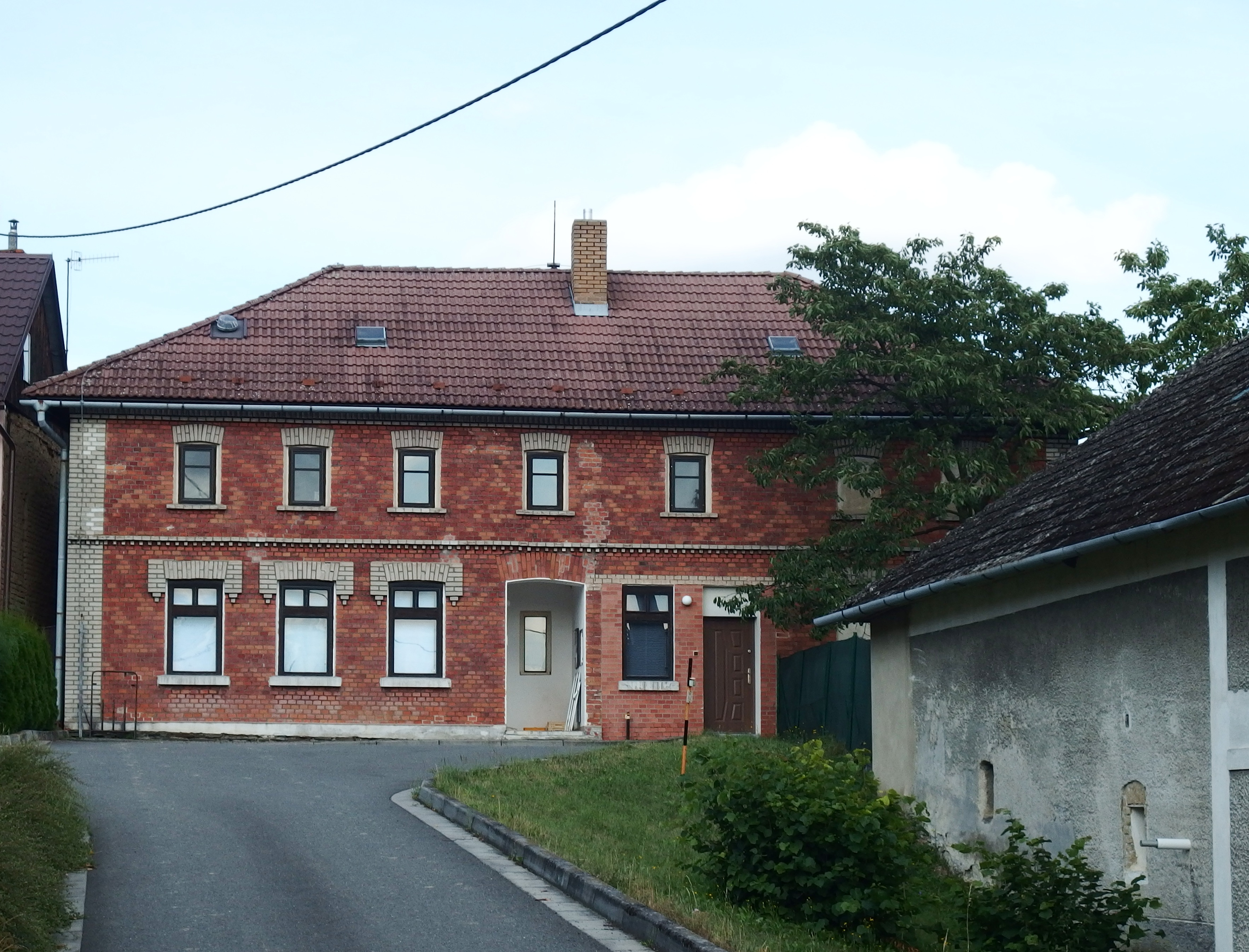
Dům č. p. 7
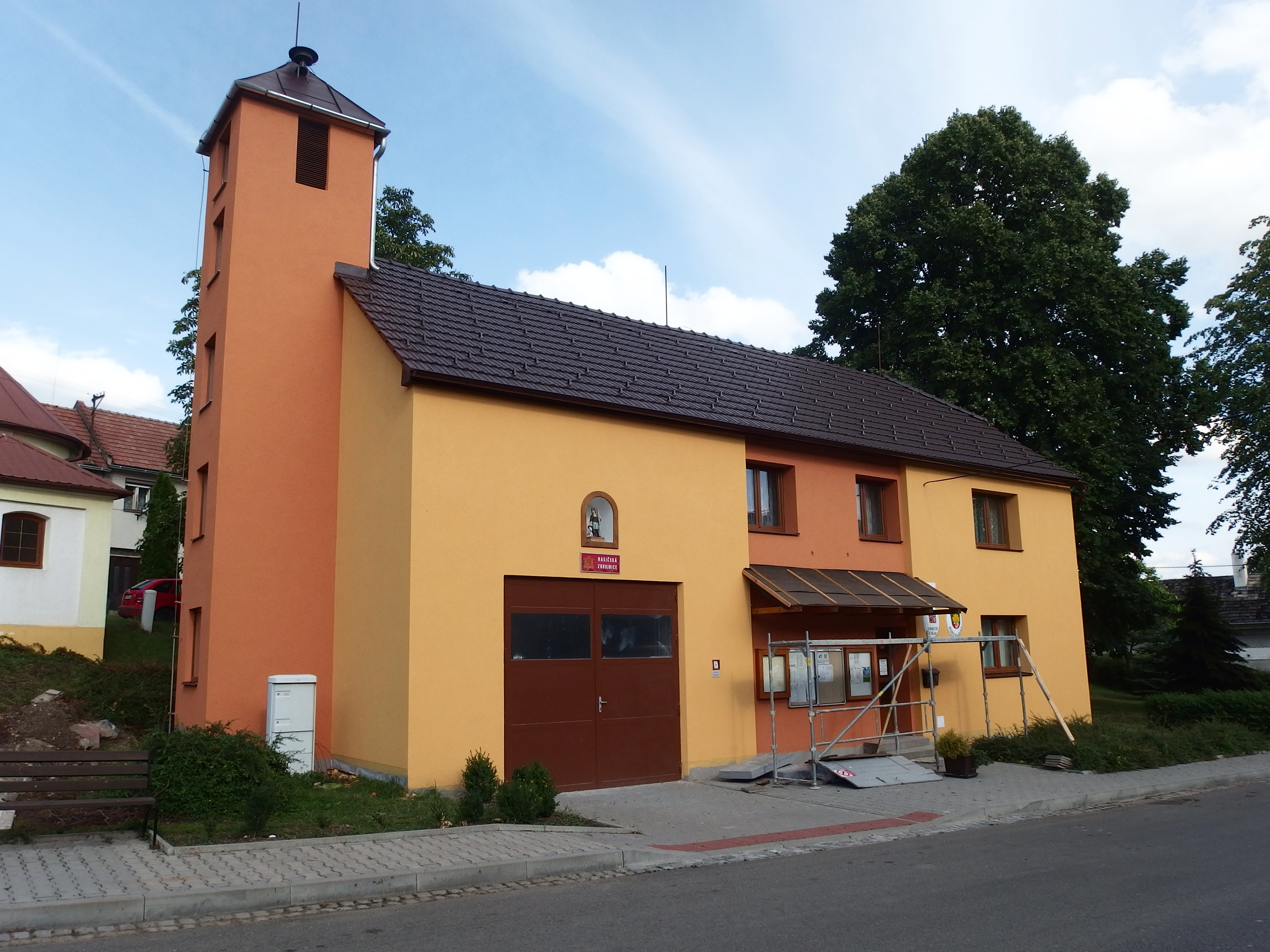
Obecní úřad